# Jenna Jameson
Jenna Jameson, artiestennaam van Jennifer Marie (Jenna) Massoli, (Las Vegas (Nevada), 9 april 1974) is een voormalige Amerikaanse pornoster en pornofilmregisseur.

## Loopbaan
Jameson is opgegroeid in Las Vegas, waar haar vader werkte als politieagent en haar moeder als danseres.
Ze volgde een opleiding tot balletdanseres, maar op haar 18e kreeg ze werk als stripper. Vanuit haar werk als stripper werd ze naaktmodel en op haar twintigste had ze al naakt in vele tijdschriften, zoals Penthouse en Hustler, gestaan.
Tijdens een bezoek aan de set van een pornofilm raakte ze in dit werk geïnteresseerd. Nadat verschillende productiebedrijven tegen elkaar hadden opgeboden, kwam ze onder contract bij het bedrijf Wicked Pictures. Al na enkele films was ze een populaire actrice. Ze won verschillende prijzen waaronder de XRCO Best New Starlet en de AVN Best New Starlet. Al deze prijzen bezorgden haar zelfs een eigen wassen beeld in Madame Tussauds.
Naast haar werk in de porno-industrie heeft ze ook enkele rollen gespeeld in andere films, zoals Howard Sterns Private Parts uit 1997 en de horrorkomedie Zombie Strippers! uit 2008.
In 2008 besloot ze met haar werk in de porno-industrie te stoppen, maar maakte in 2013 om financiële redenen weer haar comeback.

## Persoonlijk
Jameson is getrouwd geweest met Brad Armstrong (1996-2001) en Jay Grdina, alias Justin Sterling (2003-2006). Beide ex-echtgenoten zijn werkzaam (geweest) in de porno-industrie.
Sinds 2007 heeft ze een relatie met Tito Ortiz. Samen hebben ze een tweeling.

## Filmografie

### Reguliere films
- Limelight (2017)
- Just Jenna (2016); kortfilm
- Horrorween (2011)
- Zombie Strippers! (2008)
- Evil Breed: The Legend of Samhain (2003)
- Eminem: Without Me (2002); videoclip
- Dirt Merchant (1999)
- Private Parts (1997)

### Pornofilms (selectie)
- Her Cup Runneth Over (2013)
- Ashton Loves Jenna (2010)
- Nikita Loves Jenna (2009)
- Jenna Loves Pain 2 (2008)
- Jenna Loves Diamonds (2008)
- Jenna Loves Justin Again (2007)
- Behind the Lens with Jenna Jameson (2007)
- Jenna Loves Justin (2006)
- Jenna's Provocateur (2006)
- Cruisin Jennaville (2003)
- My Plaything: Jenna Jameson 2 (2003)
- Jenna's Playhouse (2002)
- Jenna Jameson - Expose (1999)
- Dangerous Tides (1998)
- Paradise (1997)
- Jenna Loves Rocco (1996)
- Conquest (1996)
- Silver Screen Confidential (1996)
- Satyr (1996)
- The Kiss (1995)
- Elements of Desire (1995)
- The Dinner Party - segment "Domination" (1994)

## Prijzen

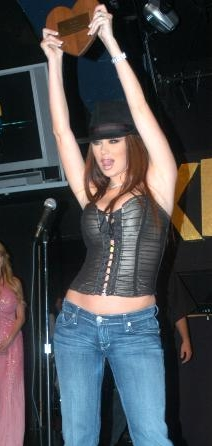
Jenna Jameson neemt de XRCO Hall of Fame Award in ontvangst bij de XRCO Awards, 2 juni 2005

- 1995 The X-Rated Critics Organization XRCO Award for Starlet of the Year (presented in 1996)[1]
- 1996 Hot D'Or Best New American Starlet, Best American Actress[2]
- 1996 AVN Best New Starlet Award, AVN Awards for Best Actress (Video) – Wicked One, Best Couples Sex Scene (Film) – Blue Movie (met T.T. Boy)[3]
- 1996 Fans of X-Rated Entertainment (FOXE) Video Vixen[4]
- 1997 AVN Award for Best Couples Sex Scene (Film) – Jenna Loves Rocco (met Rocco Siffredi), Best Couples Sex Scene (Video) – Conquest (met Vince Vouyer)[3]
- 1997 Hot D'Or for Best American Actress
- 1997 FOXE Female Fan Favorite[5]
- 1998 AVN Award for Best All-Girl Sex Scene (Film) – Satyr (met Missy)[3]
- 1998 Hot D'Or for Best American Actress – Sexe de Feu, Coeur de Glace[6]
- 1998 FOXE Female Fan Favorite[5]
- 1999 Hot D'Or for Best American Movie – Flashpoint[7]
- 2003 AVN Award for Best All-Girl Sex Scene (Video) – I Dream of Jenna (met Autumn en Nikita Denise)[3]
- 2003 G-Phoria Award for Best Female Voice Performance – Grand Theft Auto: Vice City
- 2003 XRCO Award for Best Girl/Girl scene – My Plaything: Jenna Jameson 2 (met Carmen Luvana) (presented August 19, 2004)[8]
- 2004 AVN Award for Best Interactive DVD – My Plaything: Jenna Jameson 2 (Digital Sin)[3]
- 2004 XRCO Hall of Fame, XRCO Award for Mainstream's Adult Media Favorite – voor How to Make Love Like a Porn Star: A Cautionary Tale (gelijk geëindigd met Seymore Butts voor Family Business) (presented June 2, 2005)[9]
- 2005 AVN Award for Best Actress (Film) – The Masseuse, Best All-Girl Sex Scene (Film) – The Masseuse (met Savanna Samson), Best Couples Sex Scene (Film) – The Masseuse (met Justin Sterling)[10]
- 2006 AVN Hall of Fame, AVN Awards for Best Supporting Actress (Film) – The New Devil in Miss Jones, Best All-Girl Sex Scene (Film) – The New Devil in Miss Jones (met Savanna Samson), Crossover Star of the Year[11]
- 2006 F.A.M.E. Awards for Hottest Body, and Favorite Adult Actress[12]
- 2006 Temptation Hall of Fame, Temptation Awards for Best Supporting Actress (Film) – The New Devil in Miss Jones, Best All-Girl Sex Scene (Film) – The New Devil in Miss Jones (met Savanna Samson), Temptress of the Year
- 2006 Added to Adult Star Path of Fame in Edison, New Jersey.[13]
- 2006 XBIZ Award Businesswoman of the Year[14]
- 2007 AVN Award for Crossover Star of the Year[3]
- 2007 F.A.M.E. Awards for Favorite Performer of All Time[15]

- Biblioteca Nacional de España: XX1505241
- Bibliothèque nationale de France: cb14036309q (data)
- Catàleg d'autoritats de noms i títols de Catalunya: 981058529350606706
- Gemeinsame Normdatei: 131444948
- International Standard Name Identifier: 0000 0000 6636 5214
- Library of Congress Control Number: n2004027739
- MusicBrainz: c997bdeb-b5d9-4771-91e2-6fd8da5e5c2e
- Nationale Bibliotheek van Polen: a0000002529588
- Nederlandse Thesaurus van Auteursnamen: 296735175
- LIBRIS: 308226
- SNAC: w6qr5sxf
- Système universitaire de documentation: 262057824
- Virtual International Authority File: 35588705
- WorldCat: E39PBJxhrCwQHyKfBVPQwMFqcP

 Portaal film · Portaal seksualiteit